# Гінчицький Тарас Антонович
Тар́ас Анто́нович Гінчи́цький (нар. 6 лютого 1944, м. Коломия) — співак української сцени, Заслужений працівник культури України.

## Життєпис
Народився в м. Коломия на Івано-Франківщині у родині Антона і Стефанії Гінчицьких; наймолодша, шоста дитина в сім'ї.
Змалечку проявив талант до співу.
Навчався в Коломийській середній школі № 1 імені Василя Стефаника, яку закінчив у 1960 р.
Здобув педагогічну освіту в Коломийському педагогічному училищі та Івано-Франківському педагогічному інституті за фахом вчителя музики і співів.
Після служби в армії працював вчителем в Коломийській середній школі № 8, згодом на посаді директора Коломийського Будинку вчителя.
З 2007 року до виходу на пенсію працював на посаді завідувача відділу культури Коломийської міської ради.

## Творчий внесок
Тарас Гінчицький — перший виконавець пісень композитора Дмитра Циганкова «А я люблю Прикарпаття», «Понад Прутом моя Коломия», «Завітайте до нас в Коломию», «Літа минають».
Соліст творчого звіту майстрів мистецтв і колективів художньої самодіяльності Прикарпаття в м. Києві (1973 р.).
Лауреат Всеукраїнського фестивалю Творчих колективів органів внутрішніх справ, присвяченого 15-річниці незалежності України.
У його творчому доробку участь у концертних програмах в Києві, Тернополі, Львові, Донецьку.

## Нагороди і відзнаки
- За активну участь у культурно-освітній та концертній діяльності у різні роки грамоти міської ради, громадських організацій
- Почесна відзнака управління культури обласної державної адміністрації «За подвижництво в культурі Прикарпаття» (2004 р.)
- Почесна грамота Міністра культури (2012 р.)
- За заслуги в розвитку і пропаганді самодіяльної народної творчості, високу професійну майстерність у 1989 році присвоєно почесне звання «Заслужений працівник культури України»

## Сім'я
Дружина — Гінчицька (до шлюбу Заремба) Любов Василівна. 
Має 3 дітей, на 2018 рік — 8 онуків, 3 правнуків.